# كأس إيطاليا 1962–63
كأس إيطاليا 1962–63 (بالإيطالية: Coppa Italia 1962-1963)‏ هو الموسم 16 من كأس إيطاليا. أشرف على تنظيمه Lega Nazionale Professionisti ‏، وكان عدد الأندية المشاركة فيه 38، وفاز فيه أتالانتا.